# 제주학생문화원
제주학생문화원(濟州學生文化院)은 학생들의 다양한 교외활동을 통하여 교양을 높이고 건전한 정서를 함양하며 학생문화 창달을 위하여 제주특별자치도교육청 산하에 설치된 소속기관이다.